# Contratto discografico
Un contratto discografico è un accordo legale tra un'etichetta discografica e un musicista o un gruppo musicale, che stabilisce i patti tra l'artista che porta realizzare la registrazione audio (o una serie di registrazioni audio) del proprio repertorio e l'etichetta che dovrà venderla e promuoverla. Agli artisti sotto contratto è normalmente consentito registrare solo ed esclusivamente per quell'etichetta discografica; le apparizioni come ospiti nei dischi di altri artisti riporteranno la dicitura "Per gentile concessione di (nome dell'etichetta)" e quell'etichetta in questione potrebbe ricevere una percentuale delle vendite tramite pubblicazione.

## Copyright, pagamenti e copyright
Le etichette in genere possiedono il copyright dei dischi dei loro artisti e anche la "matrice" o master originale di queste registrazioni. Un'eccezione è quando un'etichetta fa un accordo di distribuzione con un artista; In questo caso, l'artista, il loro manager o un'altra parte possono possedere il copyright (e le matrici), mentre l'autorizzazione di stampa del disco viene dato in esclusiva all'etichetta per un periodo di tempo prestabilito. La promozione è un fattore chiave per il successo di un album discografico ed è in gran parte la responsabilità dell'etichetta, così come la corretta distribuzione dei dischi.
Mentre gli accordi di registrazione iniziali di solito producono una percentuale minore di royalties agli artisti, le accordi successive (o rinegoziati) possono comportare un potenziale profitto molto maggiore. Alcuni artisti, come Madonna, Michael Jackson, R.E.M., U2 e Janet Jackson, tra gli altri, hanno firmato accordi multimilionari. Whitney Houston ha firmato un accordo da $ 100 milioni con BMG per cedere solo sei album, facendo così il più grande accordo di registrazione dell'epoca. Robbie Williams ha firmato un contratto da £ 80 milioni (US $ 125 milioni) con EMI. Per molti altri artisti, tuttavia, per rendere "tangibili" i milioni in copyright, gli album da hit devono equiparare o superano le loro precedenti cifre di vendita. I contratti discografici possono includere clausole di rinuncia per l'etichetta nel caso in cui la popolarità di una band diminuisca oppure non consegua i successi di classifica nell'ambito dell'accordo. Ad esempio, Mariah Carey fu abbandonata dalla Virgin Records e il suo accordo discografico da $ 100 milioni fu cancellato dopo che il suo primo album pubblicato dall'etichetta andò male.
Le case discografiche hanno fatturato enormi somme di denaro per produrre, pubblicare e promuovere album. I tempi di registrazione, la produzione, l'imballaggio, le foto, la distribuzione, il marketing e i video musicali sono solo alcune delle aree in cui l'etichetta deve investire soldi per una band messa sotto contratto. L'etichetta di solito assorbe queste spese, ma in alcuni contratti discografici, alcune di queste spese possono dover essere restituiti all'etichetta. Gli acconti (ossia i prestiti che vengono dati dall'etichetta all'artista) devono sempre coprire le spese dell'etichetta. Una volta (e se) l'anticipo è stato coperto dalle vendite dei dischi, l'artista inizia quindi a vedere i pagamenti delle royalty per le ulteriori vendite.